# موزیم ملی افغانستان
موزیم ملی افغانستان مجموعه‌ای از گنجینهٔ آثار تاریخی و میراث فرهنگیِ افغانستان است. این موزیم شامل دو طبقه در منطقهٔ دارالامان، در جنوب‌غربی شهر تاریخی کابل قرار دارد.

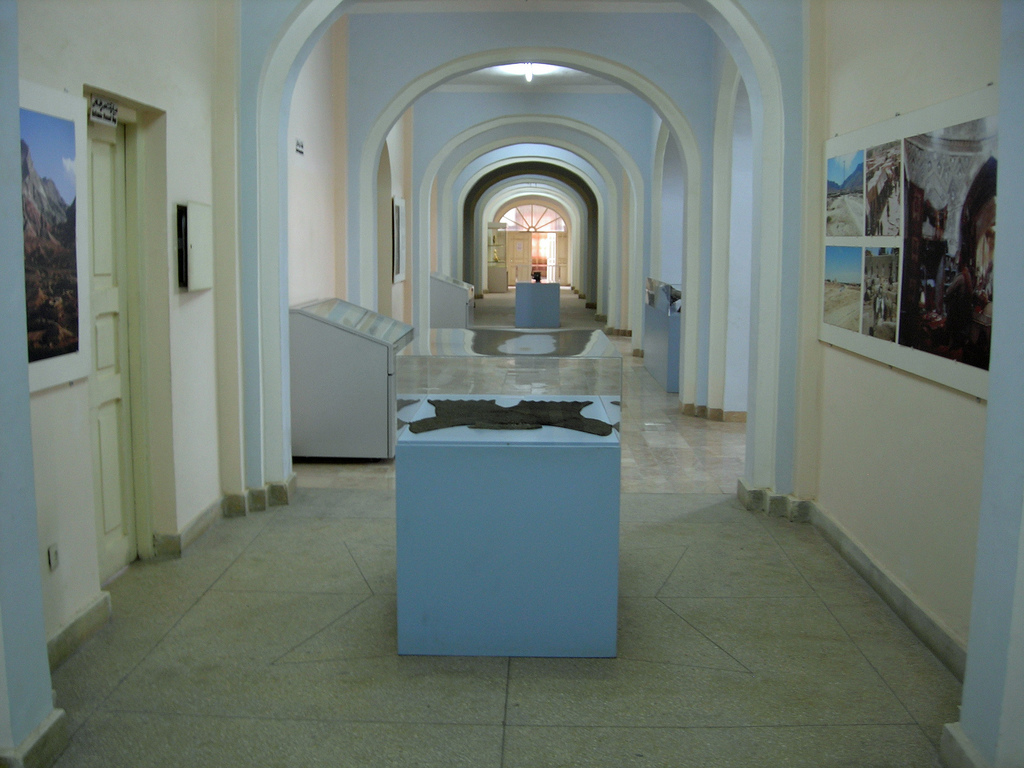
موزه ملی افغانستان

پیش از جنگ‌های داخلی موزیم ملی افغانستان یکی از غنی‌ترین موزه‌های منطقه بود. این موزیم تا سال ۱۹۹۲ نزدیک به صدهزار آثار باستانی کشور و مجموعهٔ مشهور ۳۵٬۰۰۰ سکه را در خود جای داده بود و یکی از جاذبه‌های گردشگری مهم افغانستان به حساب می‌آمد. این مجموعه‌ها شامل بود به حوزه‌های مختلف و ادوار مختلف – که از جمله می‌توان از حوزه‌های سُرخ‌کوتَل، آی‌خانم، بگرام، کاپیسا، هده، مُندیگک، طلاتپه، شورتوغَی، فندقستان، بامیان، حوزهٔ باختر، شُتُرک، پایتاوه، دلبرجین‌تپه، تپه‌فُلول، تپه‌خزانه، تپه‌مرنجان، هزار سُم و ده‌ها حوزهٔ دیگر را نام برد که این مجموعه‌ها ادوار مختلف، از دوران پیشاتاریخ آغاز و تا قرن بیستم را در بر می‌گرفت. از ویژگی‌های مهم موزیم ملی افغانستان این بود که تمام آثار به نمایش گذاشته شده در آن از داخل خود این کشور کشف شده بود.
در سال‌های جنگ تعداد زیادی از گنجینه‌های آن غارت شد و از راه پاکستان به کشورهای اروپایی منتقل شده و در حراجی‌های گوناگون خرید و فروش شد. بخشی از آثار این موزه را طالبان در زمان حاکمیت خود غیراسلامی دانستند و نابود کردند.

## پیشینه
سابقهٔ فعالیت‌های باستان‌شناسی در افغانستان به سال ۱۸۳۳ میلادی می‌رسد، زمانی که افسران کمپانی هند شرقی بریتانیا، ارتش هند و مأموران سرحدی افغان و سیاحانی چون چارلز میسون (Charles Masson) گنجینه‌های باستانی افغانستان را برنگری می‌کردند و مجموعه‌های کوچک و گرانبها را گردآوری می‌کردند.

موزیم ملی افغانستان برای نخستین بار در سال ۱۹۱۸ میلادی (۱۲۹۷ هجری خورشیدی) در منطقهٔ باغِ بالای کابل تأسیس شد. در اوایل تأسیس این موزیم که در آن دوران «عجایب خانه» نام داشت، فقط بعضی از آثار تاریخی مثل قرآن‌های خطی، صنایع دستی، آثار برجای‌مانده از جنگ‌های دوران استقلال و برخی کتاب‌های کمیاب در آن نگهداری می‌شد.

در ۱۵ نوامبر ۱۹۲۴ میلادی (۲۵ عقرب (آبان) ۱۳۰۳ هجری خورشیدی)، موزیم ملی افغانستان از باغ بالا به ارگ منتقل شد و به شکل رسمی توسط امان‌الله شاه افتتاح شد. در مراسم افتتاح این موزیم، محمود طرزی که در آن دوران وزیر خارجه افغانستان بود و فیض‌محمدخان وزیر معارف وقت، در مورد ارزش و حراست از آثار تاریخی سخنرانی کردند. بعضی از شخصیت‌های مهمی که در افتتاح موزیم ملی افغانستان حضور داشتند آثار عتیقه و کمیاب خود را به این موزیم اهدا کردند.

در اولین قانون اساسی افغانستان که در زمان امان‌الله شاه به تصویب رسید، یک ماده مفصل به کاوش و حفظ آثار تاریخی و تشکیل محلی برای نگهداری آثار تاریخی این کشور اختصاص داده شد. به موجب این قانون، مقرر شد که شعبه «حفریات و موزیم» زیر نظر وزارت معارف (آموزش و پرورش) فعالیت کند. از مهم‌ترین کارهای این شعبه، کشف و حراست از آثار تاریخی و انتقال آن‌ها به موزیم ملی بود. از آنجایی که دولت افغانستان امکانات و نیروی انسانی لازم را برای کشف آثار باستانی در اختیار نداشت قراردادی به این منظور با دولت فرانسه امضا کرد. به موجب این قرارداد مقرر شد که یک هیئت فرانسوی (هیئت باستان‌شناسی فرانسه در افغانستان (دافا)) به سرپرستی موسیو فوشه به افغانستان سفر کند و در کنار کاوش‌گران افغان به کشف و شناسایی آثار تاریخی بپردازد. این قرارداد به فرانسوی‌ها حق می‌داد که از دو اثر کشف شده مشابه یکی از آن‌ها را به فرانسه انتقال دهند.

### غارت پس از سقوط شاه امان اله
با بروز شورش‌های سال ۱۹۲۹ م. (۱۳۰۸ ه‍.خ) که منجر به سقوط حکومت امان‌الله شاه شد، موزیم ملی هم مورد غارت قرار گرفت و تعدادی از مجسمه‌های تاریخی آن نابود شد. با روی کار آمدن محمد نادر شاه، باقی‌ماندهٔ آثار تاریخی در سال ۱۹۳۱ میلادی (۱۳۱۰ هجری خورشیدی) به جایگاه فعلی، در یک ساختمان در منطقهٔ دارالامان در هشت کیلومتری جنوب مرکز شهر کابل جابجا شد و آثار آن به دوره‌ها تقسیم و برای سکه‌ها، مجسمه‌ها، سنگ نوشته‌ها اتاق‌های جداگانه آماده و بنام «موزیم کابل» مسمی گردید.

### عضویت در یونسکو
در دورهٔ حکومت ظاهرشاه، افغانستان در ۴ می ۱۹۴۸ م. (۱۴ ثور (اردیبهشت) ۱۳۲۷) به عضویت سازمان علمی، آموزشی و فرهنگی ملل متحد - یونسکو - پذیرفته شد؛ و در سال ۱۹۵۷ موزیم با یونسکو قرارداد نموده، و به معیارهای جهانی تنظیم گردید و همچنان بعضی آثار تاریخی موزیم به شکل جهانی ثبت گردید.

با توجه به اینکه سرزمین افغانستان از نظر تاریخی مهم و دست نخورده باقی‌مانده بود، توجه کاوشگران کشورهای مختلف به سوی این کشور جلب شد. در این دوران، بعضی از آثار تاریخی موزیم ملی در فهرست آثار تاریخی یونسکو به ثبت رسید و کاوشگرانی از فرانسه، ایتالیا، آلمان و شوروی سابق، برای کشف آثار تاریخی افغانستان به این کشور سفر کردند. احمدعلی کهزاد مورخ و باستان‌شناس افغان یکی از کسانی بود که در کنار کاوشگران خارجی به جستجوی آثار تاریخی می‌پرداخت که کشف بسیاری از آثار تاریخی افغانستان با تلاش‌های او بوده‌است.

در سال ۱۹۷۴ موزیم رشد بیشتری نمود و توجه خاص به آن معطوف شد. بعد از ایجاد موزیم در مناطق مختلف کشور، حفاری فنی آغاز شد و آثار مختلف به موزیم کابل جمع‌آوری گردید و هم در بعضی از ولایات موزیم‌های منقول و غیرمنقول ایجاد شد مانند: موزیم منقول و موزیم غیرمنقول تپه‌سردار ولایت غزنی، موزیم قندهار، موزیم هرات، موزیم میمنه، موزیم بلخ، موزیم غیرمنقول بامیان، موزیم غیرمنقول هده ننگرهار و بعضی از موزیم‌های خّرد و کوچک دیگر.

در زمان حکومت داوودخان (۱۹۷۴–۱۹۷۹/۱۳۵۲–۱۳۵۷ ه‍.خ) و با کشف آثار تاریخی که هر روزه از دل خاک بیرون می‌آمد و به موزیم ملی در کابل منتقل می‌شد، این موزیم به یکی از گنجینه‌های مهم منطقه تبدیل شد.

از ویژگی‌های مهم موزیم ملی افغانستان این بود که تمام آثار به نمایش گذاشته شده در آن از داخل خود این کشور کشف شده بود.

### انتقال دوباره
با وقوع کودتای ۷ ثور ۱۳۵۷ خورشیدی وزارت دفاع افغانستان از کنار ارگ به دارالمان منتقل گردید، برای جلوگیری از آسیب با هماهنگی مشاورین موزه ملی افغانستان از کاخ دارالامان در خانه نعیم خان در نزدیکی ارگ ریاست جمهوری افغانستان انتقال یافت که در زمان انتقال متأسفانه بعضی از آثار تخریب گردید. در سال ۱۳۵۸ دولت افغانستان از دولت شوروی تقاضا نمود تا کاوش‌های خودرا در آی خانم وطلا تپه ادامه دهند. گروه باستان شناسان روسی با رهبری ویکتور سیریانیدی با باستان شناسان افغانستانی به حفریات خود آغاز نمودند. گروپ مذکور در ۷ جدی سال ۱۳۵۸ به دریافت بزرگترین گنجینهٔ باختر نایل شدند. گنجینه باختر که در تاریخ یک افسانه بود در طلا تپه کشف گردید. پس از سال ۱۳۵۹ الی ۲۰۰۸ بر اثر جنگ‌های داخلی هیچگونه کاوش و پیشرفت در عرصه موزه صورت نگرفته‌است؛ ولی کاوش‌های انفرادی و تصادفی وجود داشته و تعداد زیاد آثار از افغانستان به پیشاور یا مرکز بد کاری انتقال دادشده‌است. در سال ۱۳۶۳ سنگ مقبره خواجه عبداللّه انصاری توسط قاچاق بران دزدی و به ایران برده شده‌است. امید دوباره برگردد.

در زمان حکومت داکتر نجیب‌الله سال ۱۹۸۷ موزیم ملی دوباره به دارالامان کابل منتقل شد. در سال ۱۹۹۱ نجیب اله وضع افغانستان را برآشفته می‌بیند آثار موزیم را به سه قسمت تقسیم نمود قسمتی را که سنگین‌وزن و انتقال آن باعث تخریب می‌شد در دارالامان گذاشته و قسمتی‌که مهم‌تر بود به وزارت اطلاعات و کلتور انتقال دادند و گنجینه باختر را که حدود ۲۰۶۱۸ پارچه می‌شد دریک گاو صندوق که هفت کلی داشت در زیر زمینیِ دافغانستان بانک جابجا ساخت دو گاو طلائی را که از طلا تپه بدست آمده بود برای محافظت به بنی سوان نماینده سازمان ملل در افغانستان تسلیم نمود. پس از حکومت دکتر نجیب اله محافظین بانک و طالبان تلاش نمودند تا گاو صندوق را باز نمایند ولی نتوانستند. بدین ترتیب تا زمان سقوط داکتر نجیب‌الله، هیچ‌گونه آسیب جدی به موزیم کابل نرسید و تمام آثار موزیم دست نخورده باقی‌مانده بود.

بین سال‌های ۱۹۹۲–۱۹۹۴ میلادی به اثر جنگ‌های تنظیمی موزیم ملی ویران و تاراج گردید.

در سال۱۹۹۵ م آثاری که در خرابه‌های موزیم باقی‌مانده بود فهرست بندی و ثبت گردیدند.

در سال ۱۹۹۶م یک هفته قبل از رسیدن طالبان اضافه از ۳۵۰۰ اثر به هتل کابل منتقل گردید.

در سال ۱۹۹۷م موزیم ملی بسته شد و آثار انبار شده در هتل کابل به وزارت اطلاعات و کلتور انتقال داده شد.

بین سال‌های ۱۹۹۸–۲۰۰۰ پروسه ثبت آثار موزه کابل ادامه یافت.

در آغاز سال ۲۰۰۱ مجسمه‌های بودا و همچنان آثار انبار شده در وزارت اطلاعات و کلتور و در موزه ملی توسط طالبان تخریب شدند.

در ۲۹ اوت سال ۲۰۰۳ گاو صندوق در موجودیت حامد کرزی، اشرف غنی و دیپلمات‌های خارجی توسط دولت آلمان باز شد و حامد کرزی آن را در نمایشگاه‌های جهان به نمایش گذاشت. الی سال ۱۹۹۶ حامد کرزی آثار قیمتی موزیم افغانستان را در کشورهای خارج حفاظت نمود.

### تخریب و غارت از سال۱۹۹۳–۲۰۰۱
با ورود نیروهای مجاهدین به شهر کابل در ۸ ثور (اردیبهشت) ۱۳۷۱ (۱۹۹۲) و با گسترش جنگ در داخل پایتخت، از ساختمان موزیم ملی نیز به عنوان سنگر نبرد استفاده شد. در این دوره، بیش از هفتاد درصد آثار ارزشمند این گنجینه نابود شد یا مورد غارت قرار گرفت. این منطقه در تسلط حزب وحدت و حزب اسلامی قرار داشت.

پس از سقوط حکومت مجاهدین و آمدن طالبان به کابل، بیشتر آثار باقی‌مانده این موزیم، به خصوص مجسمه‌هایی که تا آن زمان هنوز در موزیم باقی‌مانده بود، توسط طالبان که هر نوع مجسمه‌ای را کفرآمیز می‌دانستند از بین برده شد. حتی گفته می‌شود که وزیر اطلاعات و فرهنگ طالبان با دست خود بعضی از مجسمه‌های موزیم را از بین برده‌است.

### نجات بعضی آثار
عَمراخان مسعودی از مسئولان موزیم کابل تنها کسی بود که با تلاش شخصی خود در دوران جنگ‌های داخلی و زمان طالبان بیش از بیست هزار اثر موزیم را به مکان‌های امن منتقل کرد تا از بین نرود.

وی در سال ۱۳۸۴ خورشیدی (۲۰۰۵) جایزه جهانی شاهزاده کلاوس هلند را به خاطر نجات آثار موزیم افغانستان دریافت کرد. وی نهمین دریافت‌کننده جایزه شاهزاده کلاوس در جهان است.

### بازسازی
با روی کار دولت تحت حمایت جامعه جهانی در افغانستان، تلاش برای احیای مجدد موزیم‌های افغانستان آغاز شد و موزیم کابل با هزینه ۳۵۰ هزار دلار که از سوی مجامع جهانی پرداخت شده بود در مدت یک سال دوباره بازسازی شد.

تلاش برای بازگرداندن آثار غارت شده که بیشتر آن‌ها به پاکستان قاچاق شده و از آنجا به کشورهای اروپایی رسیده بود، از مهم‌ترین برنامه‌هایی بود که وزارت اطلاعات و فرهنگ افغانستان روی دست گرفت.

برخی از مطبوعات افغانستان ادعا کرده بودند که نصرالله بابر وزیر داخله وقت پاکستان و بینظیر بوتو نخست‌وزیر وقت آن کشور، شماری از آثار غارت شده را در اختیار دارند. سید مخدوم رهین وزیر اطلاعات و فرهنگ وقت افغانستان، با ارسال نامه‌ای به نصرالله بابر، رسماً از وی خواست تا آثار غارت شده را به افغانستان بازگرداند.

تعدادی زیادی از آثار نیز از راه پاکستان به کشورهای اروپایی منتقل شده و در حراجی‌های گوناگون خرید و فروش شده بود.

در سال‌های اخیر با حمایت یونسکو و با تلاش وزارت اطلاعات و فرهنگ افغانستان، تعداد زیادی از آثار غارت شده این کشور، از کشورهای اروپایی بازگردانده شده‌است و هنوز هم بسیاری از این آثار در موزیم‌های کشورهای اروپایی نگهداری می‌شود.

اخیراً نیز، وزارت اطلاعات و فرهنگ افغانستان اعلام کرد که دور تازه‌ای از کاوش آثار تاریخی را در نقاط مختلف کشور آغاز کرده‌است و برای ارائه اطلاعات در بارهٔ قاچاقبران آثار باستانی در هر نقطهٔ کشور جوایز نقدی تعیین کرده‌است.

با وجود همه این تلاش‌ها، موزیم ملی افغانستان در کابل، با اهمیت و ابهت گذشته خود و رونقی که پیش از جنگ داشت، فاصلهٔ بسیاری دارد.

## برگرداندن آثار افغانستان
پس از سال ۲۰۰۲ کمیسون سال ۱۹۷۰–۱۹۹۵ قرار داد را با دولت افغانستان بستن که به موجب آن فیصله بعمل آمد تا آثار غارت شده افغانستان دوباره به موزیم ملی برگردانیده شود. در مورد دولت افغانستان از پولیس انترپول کمک در خواست نمود. در مجموعه پولیس انترپول پس از سال ۲۰۰۷ بتعداد ۸۰۰۰ آثار تاریخی و انتوگرافیکی را دوباره به افغانستان تسلیم نمود؛ که ذیلاً نگاشته می‌شود.
1. برگردانیدن و تحویلدهی تعداد (۴۳۸۲) پارچه آثار تاریخی در سال ۱۳۸۳ازطریق کشور شاهی دنمارک.
2. برگردانیدن و تحویلدهی تعداد (۱۴۲۳) پارچه آثار تاریخی و فرهنگی از طریق کشور سویس.
3. برگردانیدن تعداد(۵۸)پارچه نسخ خطی متون بودائی ازجانب مؤسسه (سکوین) از طریق کشور ناروی
4. برگردانیدن تعداد (۲۰۲۸) پارچه آثار تاریخی و اتنوگرافی در سال ۲۰۰۹ازطریق کشور انگلستان.
5. برگردانیدن تعدادی (۸) پارچه آثار تاریخی از طریق کشور ایالات متحده آمریکا.[۵]

## آثار و ویژگی‌های موزیم
یکی از جاذبه‌های بسیار قابل توجه گنجینه‌های موزیم ملی افغانستان این است که هر کدام از آثار باستانی که در موزیم جای دارد از افغانستان آمده و از خاک افغانستان کاوش شده‌است. با کمک یک تیم بین‌المللی از کارشناسان موزیم، موزیم ملی ترتیبی بر اساس سیستم سرپرستی معمول کرده‌است. میراث فرهنگی غنی و یافته‌های باستان‌شناسی ضرورت تقسیم‌بندی به ۱۳ دوره و جستار مختلف را ایجاب می‌کرد. در طی دهه‌های اخیر به این گنجینه‌های صدمه‌های فراوانی رسیده و بسیاری از آثار باستانی می‌بایست بازگردانده می‌شدند و شمار زیادی نیز ناپدید شده بودند، خوشبختانه، موزیم ملی هنوز نمونه‌هایی از غنای اولیه گنجینه‌ها را در اختیار دارد تا بتواند آن‌ها را به نمایش بگذارد. گنجینه‌های باستان‌شناسی موزیم به دوره‌ها و جستارهای زیر تقسیم‌بندی شده‌اند:
1. دوران پیشاتاریخ
2. عصر بُرُنز (مِفرَغ)
3. عصر آهن
4. دورهٔ هخامنشیان
5. دورهٔ باختری
6. دورهٔ مائوریا (آشوکا)
7. دورهٔ هندویونانیان
8. دورهٔ کوشانیان بزرگ
9. دوره‌های کوشانی‌ساسانیان و هفتالیان
10. دورهٔ کابل‌شاهان
11. دورهٔ اسلامی
12. نورستان
13. قوم‌شناسی و فرهنگ‌شناسی (Ethnographic)

برجسته‌کاری‌های مرمرین بودایی، عاج‌های هندی، آثار سنگی متعلق به ماقبل تاریخ، برنزهای رومی، مسکوکات دوره‌های مختلف، مجسمه‌های قبل از میلاد، بخشی از آثار موزیم ملی را تشکیل می‌دادند.

آثار تاریخی از دوران صدر اسلام نیز بخش دیگری از موزیم را شکل می‌داد که از مهم‌ترین این آثار می‌توان به قرآن کوفی به خط عثمان بن عفان خلیفه سوم اسلامی، آیاتی از قرآن به خط حسن و نیز به قرآن خط کوفی که در سال ۱۹۵۵ (۱۳۳۴ ه‍.خ) از شهر غُلغُله کشف شده بود اشاره کرد.

آثار خطی شاعران بزرگ زبان فارسی دری نیز در موزیم کابل نگهداری می‌شد؛ هفت‌اورنگ عبدالرحمان جامی، هفت‌پیکر نظامی گنجوی، هشت‌بهشت و لیلی و مجنون امیر خسرو دهلوی، که بیشتر این آثار در سال ۸۹۹ هجری (۱۴۹۴ میلادی) کتابت و تذهیب شده بودند بخشی از آثار ادبی موزیم را شکل می‌دادند.

بوستان سعدی به خط میرعماد خطاط معروف عصر تیموری، دیوان میرزا عبدالقادر بیدل که از طرف امیر بخارا به پادشاه افغانستان، حبیب‌الله‌خان اهدا شده بود، دیوان حافظ به خط میرمحمدمحسن که برای سلطان حسین بایقرا نوشته شده بود و چند اثر مهم دیگر نیز از جمله آثار بخش ادبی و هنری موزیم بود.

از مهم‌ترین آثار هنری دیگر موزیم ملی افغانستان نیز می‌توان به آثار مینیاتوری از استاد کمال‌الدین بهزاد اشاره کرد.

با توجه به کثرت آثار کشف شده، علاوه بر کابل در شهرهای هرات، میمنه، غزنی، بلخ و قندهار نیز چند موزیم به وجود آمد که موزیم هرات با بیش از ۴۰۰۰ اثر تاریخی بیشترین آثار را در خود جای داده بود.

## نمایش «گنجینهٔ بازیافتهٔ افغانستان» در موزیم‌های اروپا و آمریکا

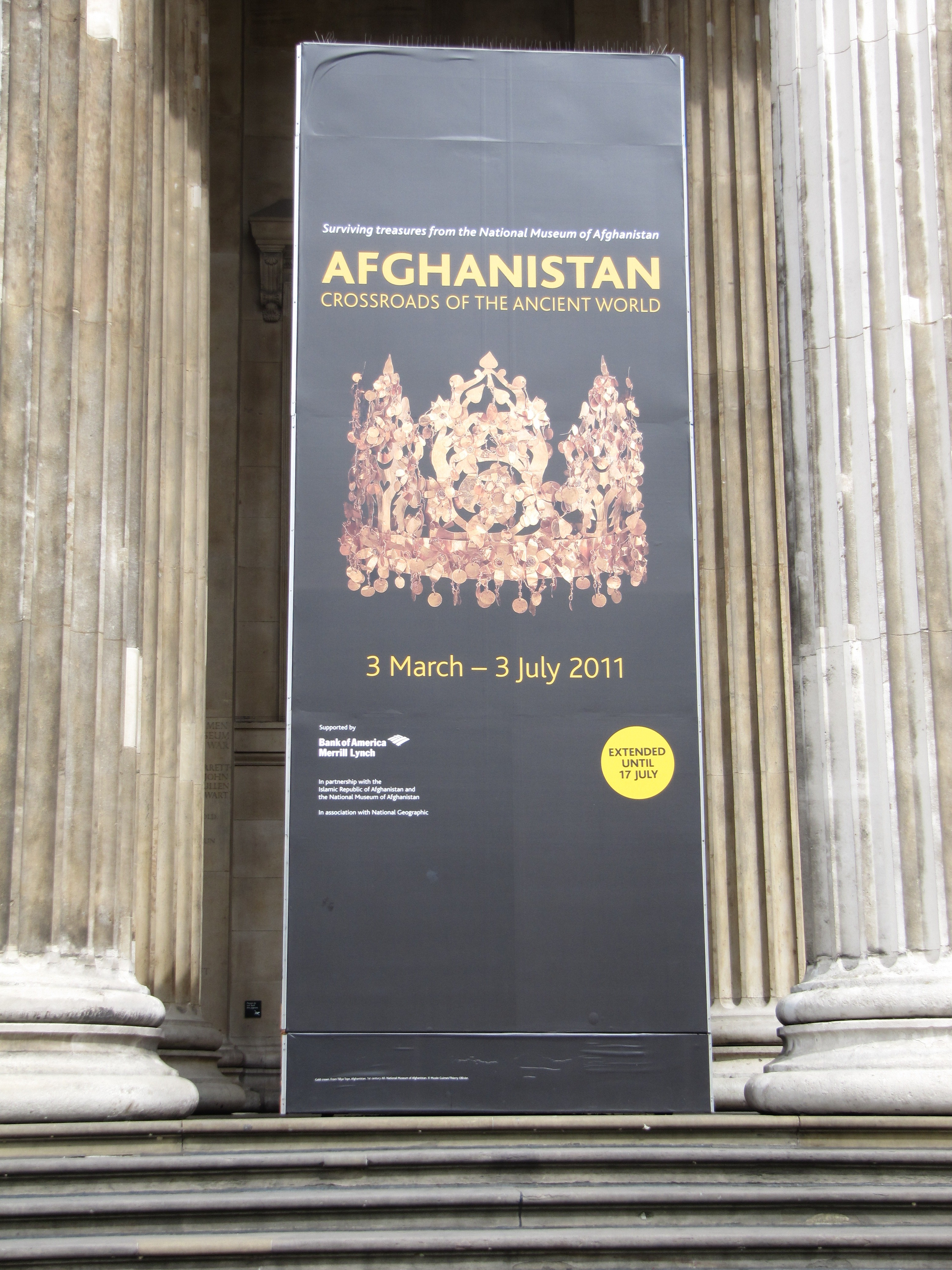
تابلو نمایشگاه گنجینه‌های بازیافتهٔ افغانستان در نمایشگاهی تحت عنوان 'افغانستان: چهارراه دنیای باستان' (Afghanistan: Crossroads of the Ancient World) در پِلِکان ورودی موزیم بریتانیا در لندن در می ۲۰۱۱ میلادی

در سال ۲۰۰۳ میلادی، یعنی بیش از یک سال پس از سرنگونی رژیم طالبان، دولت افغانستان اعلان کرد که گنجینه‌ها در زیرزمینیِ ارگ آشکار گردیده و امن هستند. پس از آن در آوریل ۲۰۰۴ کار ثبت و مرمت آغاز شد. دولت افغانستان که با نظرداشت به وضعیت ناآرام پس از جنگ، زمان را برای نگهداری گنجینه‌ها در موزیمی که به شدت آسیب دیده بود مناسب نمی‌دید به فکر فرستادن گنجینه‌ها برای نمایش در موزیم‌های اروپا و آمریکا افتاد. بدین ترتیب گنجینه تاریخی پنهان افغانستان از سال ۲۰۰۶ با توافق و همکاری وزارت فرهنگ و اطلاعات افغانستان و موزیم ملی و همچنان با همکاری انجمن جغرافیای ملی (National Geographic Society)، در موزیم‌های زیر در نمایش عمومی قرار داده شد:
- موزیم گیمه (Musée Guimet) در پاریس: ۶ دسامبر ۲۰۰۶–۳۰ آوریل ۲۰۰۷
- تورین، ایتالیا: ۲۵ می - ۱۸ نوامبر ۲۰۰۷
- آمستردام، هلند: ۲۲ دسامبر - ۲۰ آوریل ۲۰۰۸
- نگارخانه ملی هنر آمریکا (The National Gallery of Art)، واشینگتن دی سی، ایالات متحده: ۲۵ می - ۷ سپتامبر ۲۰۰۸
- موزیم هنر آسیایی (Asian Art Museum)، سانفرانسیسکو، ایالات متحده: ۲۴ اکتبر ۲۰۰۸–۲۵ جنوری ۲۰۰۹
- موزیم هنرهای عالی هیوستون (The Museum of Fine Arts, Houston)، ایالات متحده: ۱ مارچ - ۱۷ می ۲۰۰۹
- موزیم متروپولیتن نیویورک (The Metropolitan Museum of Art)، ایالات متحده: ۲۳ جون - ۲۰ سپتامبر ۲۰۰۹
- موزیم تمدن کانادا (Canadian Museum of Civilization)، اتاوا: ۲۳ اکتبر ۲۰۰۹–۲۸ مارس ۲۰۱۰
- موزیم بُن (Bonn Museum)، آلمان: ۱۱ جون ۲۰۱۰–۲ جنوری ۲۰۱۱
- موزیم بریتانیا (British Museum)، لندن: ۳ مارچ - ۱۷ ژوئیه ۲۰۱۱

## نگارخانه

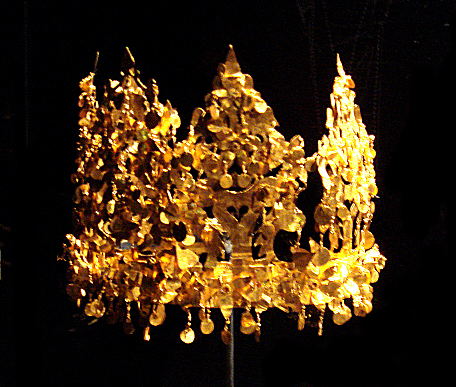
تاجی متعلق به یک زن، طلاتپه، سده نخست پس از میلاد.
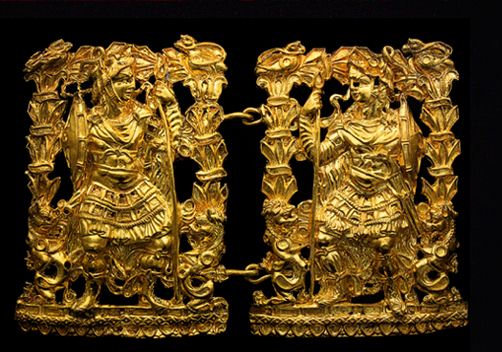
مردی با سرنیزه، طلا تپه، سده نخست پس از میلاد.
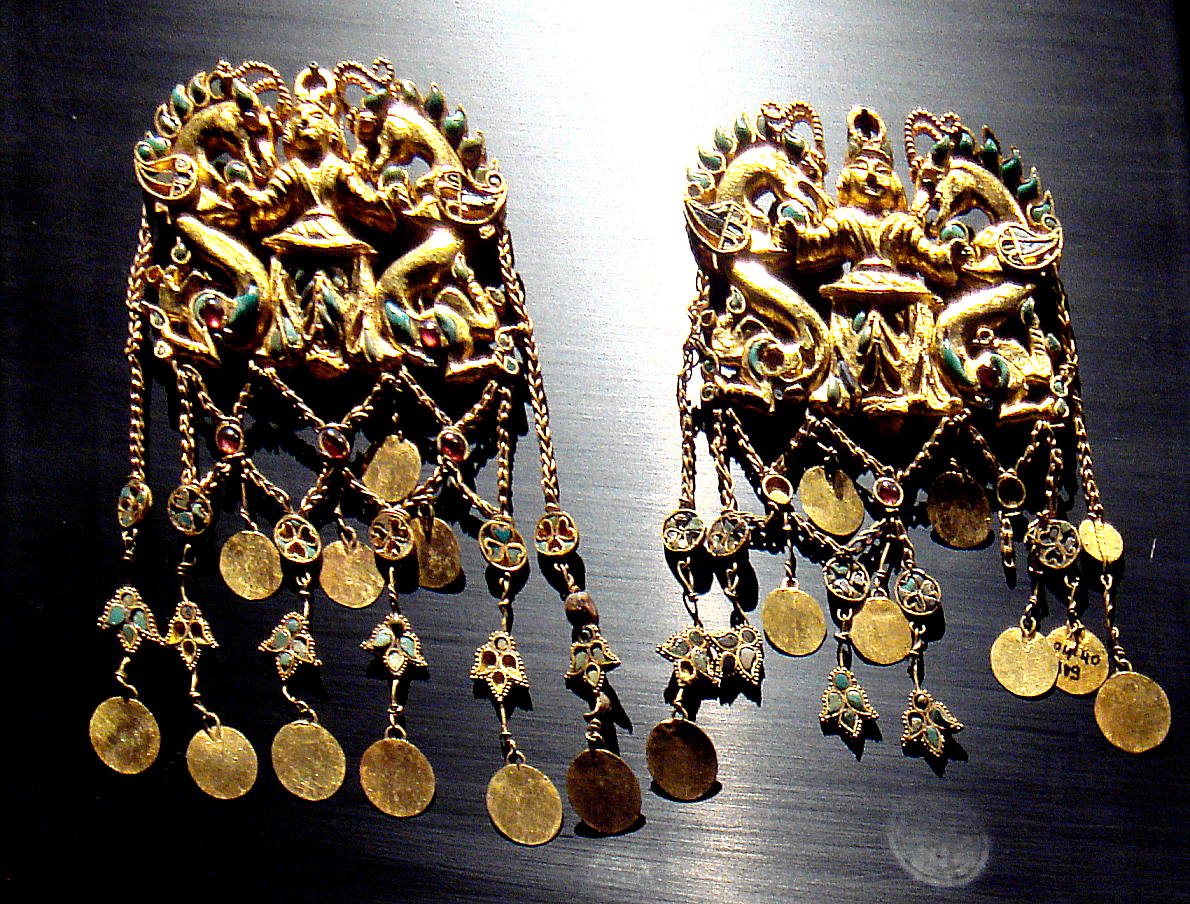
نمونه‌ای از جواهرات زرین بجای‌مانده از سکاهای باختر در طلاتپه، سده نخست پس از میلاد.
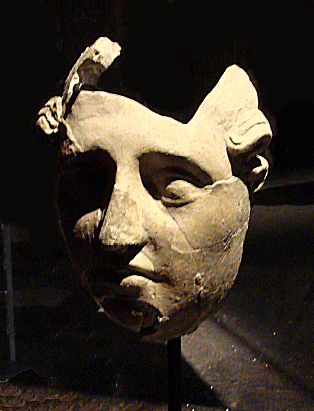
تندیسی از صورت، آی‌خانم، سده دوم پیش از میلاد.
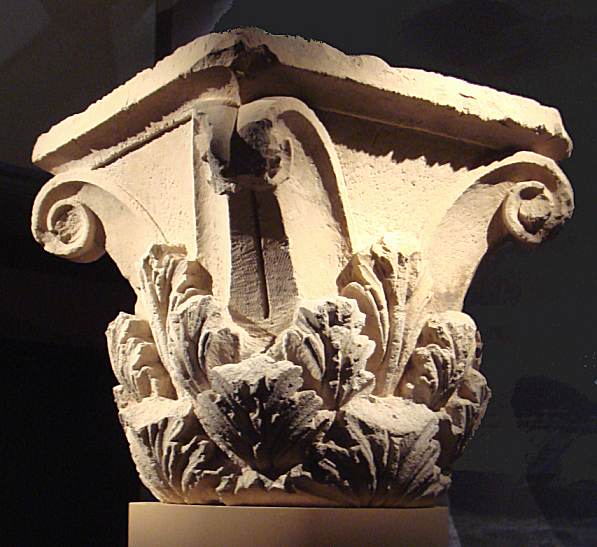
سرستون کریتنی، آی‌خانم، سده دوم پیش از میلاد.
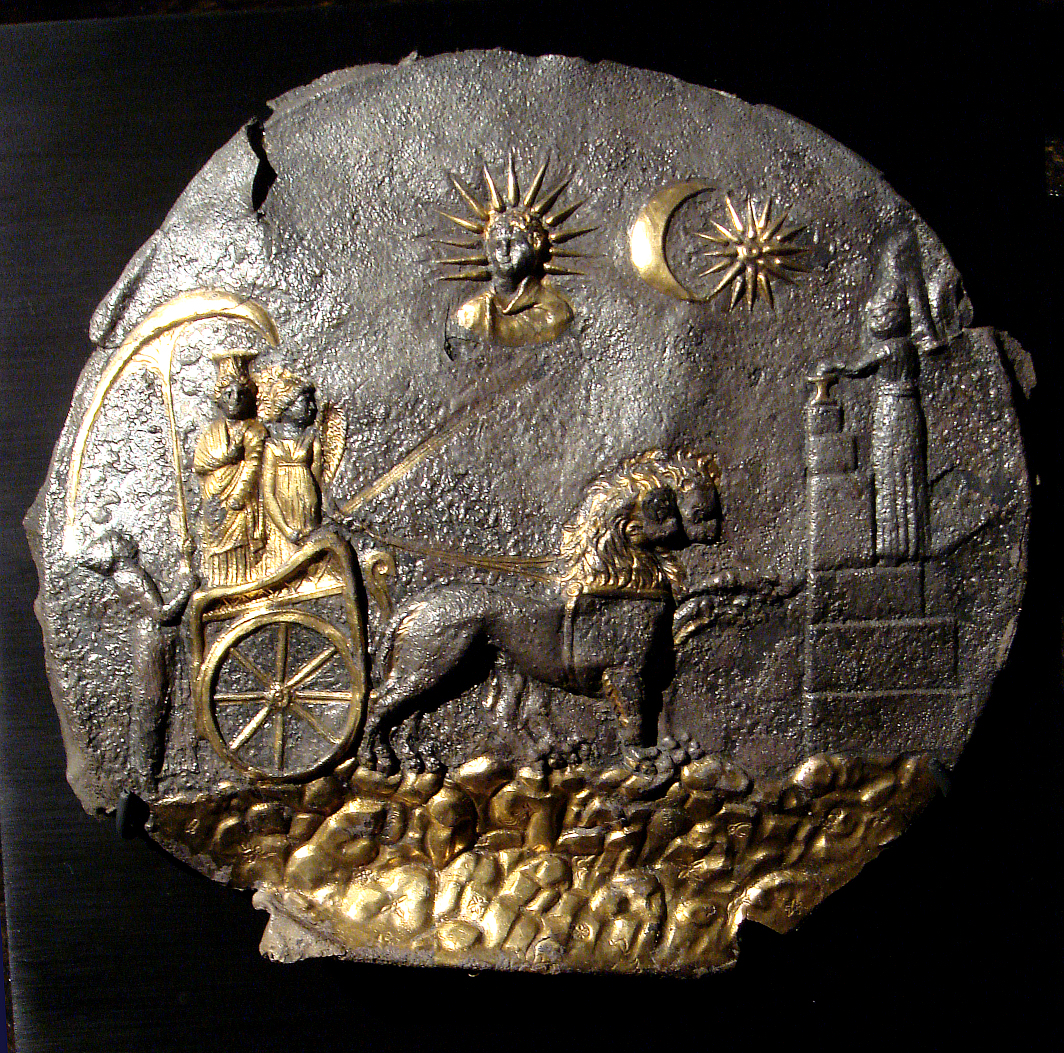
لوحه‌ای که در آن کوبله توسط دو شیر کشیده می‌شود، آی‌خانم، سده دوم پیش از میلاد.